# مایکل کین (بازیکن فوتبال، زاده ۱۹۹۳)
مایکل وینسنت کین (به انگلیسی: Michael Vincent Keane) بازیکن فوتبال اهل انگلستان است که در تیم اورتون بازی می‌کند. او برادر دوقلوی ویل کین می‌باشد.

## باشگاه‌ها

### منچستر یونایتد
کین در روز تولد هجده سالگی‌اش با منچستر یونایتد قرارداد حرفه‌ای امضا کرد و اولین بازیش را برای این تیم، در ۲۵ اکتبر ۲۰۱۲ در جام اتحادیه انجام داد. در این بازی، او در دقیقه ۷۰ به عنوان یار جانشین وارد زمین شد.
او در ۲۶ سپتامبر ۲۰۱۲ در بازی جام اتحادیه مقابل نیوکاسل یونایتد، برای اولین بار در ترکیب اصلی قرار گرفت. بعد از بازی درن فلچر، هم‌تیمی‌اش او را ستایش کرد و وی را فوق‌العاده خواند.